# Golfpokal 2013
Der 21. Golfpokal, ein Fußballwettbewerb zwischen den arabischen Anrainerstaaten des persischen Golfes, fand vom 5. bis zum 18. Januar 2013 in Bahrain statt. Insgesamt nahmen acht Mannschaften teil.

## Spielstätte
| Manama |

| Madinat Isa |

| Manama |

| Madinat Isa |

## Teilnehmer
An der Endrunde nahmen folgende acht Mannschaften teil:
| - Irak - Bahrain (als Gastgeber) - Katar - Oman | - Kuwait (als Titelverteidiger) - Saudi-Arabien - Vereinigte Arabische Emirate - Jemen |

## Modus
Die acht Mannschaften wurden in zwei Gruppen mit jeweils vier Mannschaften eingeteilt. Die beiden Gruppenersten und -zweiten qualifizierten sich für die nächste Runde. Anschließend wurde im K.-o.-System gespielt.

## Auslosung
- Die Auslosung fand am 18. Oktober 2012 statt.
- Die acht Teams wurden in zwei Gruppen gelost. Der Gruppenkopf von Gruppe A war Bahrain (als Gastgeber) und der Kopf von Gruppe B war Kuwait (als Titelverteidiger). Die restlichen sechs Teams wurden nach ihrer Position in der FIFA-Weltrangliste aufgeteilt.

| Topf A  | Topf B | Topf C        | Topf D |
| ------- | ------ | ------------- | ------ |
| Bahrain | Irak   | Katar         | Jemen  |
| Kuwait  | Oman   | Saudi-Arabien | V.A.E. |

## Spielergebnisse

### Gruppe A
| Pl. | Land    | Sp. | S | U | N | Tore    | Diff. | Punkte |
| --- | ------- | --- | - | - | - | ------- | ----- | ------ |
| 1.  | V.A.E.  | 3   | 3 | 0 | 0 | 007:200 | +5    | 09     |
| 2.  | Bahrain | 3   | 1 | 1 | 1 | 002:200 | ±0    | 04     |
| 3.  | Katar   | 3   | 1 | 0 | 2 | 003:500 | −2    | 03     |
| 4.  | Oman    | 3   | 0 | 1 | 2 | 001:400 | −3    | 01     |

|                              |   |        |           |
| 5. Januar 2013 um 17:25 Uhr  |   |        |           |
| Bahrain                      | – | Oman   | 0:0       |
| 5. Januar 2013 um 19:15 Uhr  |   |        |           |
| Katar                        | – | V.A.E. | 1:3 (1:2) |
| 8. Januar 2013 um 14:15 Uhr  |   |        |           |
| Katar                        | – | Oman   | 2:1 (0:0) |
| 8. Januar 2013 um 17:15 Uhr  |   |        |           |
| Bahrain                      | – | V.A.E. | 1:2 (0:1) |
| 11. Januar 2013 um 15:45 Uhr |   |        |           |
| V.A.E.                       | – | Oman   | 2:0 (0:0) |
| Bahrain                      | – | Katar  | 1:0 (1:0) |

### Gruppe B
| Pl. | Land          | Sp. | S | U | N | Tore    | Diff. | Punkte |
| --- | ------------- | --- | - | - | - | ------- | ----- | ------ |
| 1.  | Irak          | 3   | 3 | 0 | 0 | 005:000 | +5    | 09     |
| 2.  | Kuwait        | 3   | 2 | 0 | 1 | 003:100 | +2    | 06     |
| 3.  | Saudi-Arabien | 3   | 1 | 0 | 2 | 002:300 | −1    | 03     |
| 4.  | Jemen         | 3   | 0 | 0 | 3 | 000:600 | −6    | 0      |

|                              |   |               |           |
| 6. Januar 2013 um 14:15 Uhr  |   |               |           |
| Kuwait                       | – | Jemen         | 2:0 (0:0) |
| 6. Januar 2013 um 17:15 Uhr  |   |               |           |
| Saudi-Arabien                | – | Irak          | 0:2 (0:1) |
| 9. Januar 2013 um 14:15 Uhr  |   |               |           |
| Irak                         | – | Kuwait        | 1:0 (1:0) |
| 9. Januar 2013 um 17:15 Uhr  |   |               |           |
| Jemen                        | – | Saudi-Arabien | 0:2 (0:1) |
| 12. Januar 2013 um 15:45 Uhr |   |               |           |
| Kuwait                       | – | Saudi-Arabien | 1:0 (1:0) |
| Irak                         | – | Jemen         | 2:0 (2:0) |

## Finalrunde

### Halbfinale
|                                            |   |         |                                 |
| 15. Januar 2013 im Nationalstadion Bahrain |   |         |                                 |
| V.A.E.                                     | – | Kuwait  | 1:0 (0:0)                       |
| 15. Januar 2013 im Nationalstadion Bahrain |   |         |                                 |
| Irak                                       | – | Bahrain | 1:1 n. V. (1:1, 1:0), 4:2 i. E. |

- Schiedsrichter:  Abdullah al-Hilali und  Ravshan Ermatov

### Spiel um Platz 3
|                                        |   |         |           |
| 18. Januar 2013 im Madinat Isa Stadion |   |         |           |
| Kuwait                                 | – | Bahrain | 6:1 (2:1) |

- Schiedsrichter:  Banjar al-Dosari

### Finale
| Vereinigte Arabische Emirate                        | Vereinigte Arabische Emirate | Irak | Irak |
| --------------------------------------------------- | --- | --- | ---- |
| Vereinigte Arabische Emirate                        | \| Finale \| \| 18. Januar 2013 in Manama (Nationalstadion Bahrain) \| \| Ergebnis: 2:1 n. V. (1:1, 1:0) \| \| Zuschauer: 30.000 \| \| Schiedsrichter: Khalil al-Ghamdi ( Saudi-Arabien) \| \| Spielbericht \|                                                                   | \| Finale \| \| 18. Januar 2013 in Manama (Nationalstadion Bahrain) \| \| Ergebnis: 2:1 n. V. (1:1, 1:0) \| \| Zuschauer: 30.000 \| \| Schiedsrichter: Khalil al-Ghamdi ( Saudi-Arabien) \| \| Spielbericht \|                                                    | Irak |
| Vereinigte Arabische Emirate                        | Ali Khasif – Abdelaziz Husain, Mohanad Salem, Mohamed Ahmed, Abdelaziz Sanqour – Khamis Esmaeel, Amer Abdulrahman, Omar Abdulrahman, Habib Fardan Abdualla (87. Saeed al-Kathiri) – Ahmed Khalil (81. Ismail Matar), Ali Mabkhout (62. Ismail al-Hammadi) Cheftrainer: Mahdi Ali | Nur Sabri – Ali Rehema (80. Hussam Ibrahim), Ahmad Ibrahim Khalaf, Salam Shakir, Ali Adnan – Saif Salman, Waleed Salim, Humam Tariq, Ahmed Yasin Ghani (53. Dhurgham Ismail) – Yunis Mahmud, Hammadi Ahmad (71. Mohannad Abdul Raheem) Cheftrainer: Hakeem Shakir | Irak |
| Vereinigte Arabische Emirate                        | 1:0 Omar Abdulrahman (28.) 2:1 Ismail al-Hammadi (107.) | 1:1 Yunis Mahmud (81.) | Irak |
| Vereinigte Arabische Emirate                        | Abdelaziz Husain (101.), Saeed al-Kathiri (109.) | Saif Salman (41.), Yunis Mahmud (68.) | Irak |
| Finale                                              | | |      |
| 18. Januar 2013 in Manama (Nationalstadion Bahrain) | | |      |
| Ergebnis: 2:1 n. V. (1:1, 1:0)                      | | |      |
| Zuschauer: 30.000                                   | | |      |
| Schiedsrichter: Khalil al-Ghamdi ( Saudi-Arabien)   | | |      |
| Spielbericht                                        | | |      |